# Rogicka biserialis
Rogicka biserialis är en mossdjursart som först beskrevs av Walter Douglas Hincks 1885.  Rogicka biserialis ingår i släktet Rogicka och familjen Lacernidae. Inga underarter finns listade i Catalogue of Life.